# Antonín Vávra (pěvec)
Antonín Vávra (7. ledna 1847 Praha – 8. června 1932 Dobřichovice) byl český operní pěvec, tenorista.

## Život
Narodil se v Praze do vzdělané mlynářské rodiny Jana Vávry a jeho ženy Kateřiny Babánkové. Vyrůstal společně s pěti bratry, Františkem (1848–?) a Karlem (1852–1897), kteří byli mlynáři, Václavem (1854–1922) hercem Národního divadla, Otakarem (1853–?) a nejmladším Janem (1861–1932), rovněž hercem Národního divadla. Antonín zprvu studoval reálku, kde byl žákem Josefa Wenziga, a následně se školil ve zpěvu u ředitelů pražských kůrů V. E. Horáka a J. Ulma, kteří mu přiblížili chrámovou hudbu. Od roku 1866 studoval u Jana Ludvíka Lukese a roku 1872 se zdokonaloval ve zpěvu u Francesca Lampertiho v Miláně. V roce 1886 poprvé účinkoval v opeře v ochotnickém Divadle u sv. Mikuláše na Starém Městě v Praze.
Na konci února roku 1869 třikrát vystoupil jako host v městském divadle v Plzni v souboru Pavla Švandy ze Semčic a v dubnu téhož roku účinkoval na pražském Žofíně v ochotnickém představení, které ve prospěch dostavby pražského chrámu sv. Víta na Žofíně nastudoval a dirigoval Bedřich Smetana. Vzápětí od Smetany obdržel nabídku na angažmá v Prozatímním divadle, kterou však Vávra nepřijal a odešel do Opavy, kde získal angažmá v německém divadle a setrval zde v letech 1869–1871. Byl zde však velmi málo využit a hledal pohostinské uplatnění ve Vídni a v Klagenfurtu.
Do souboru Prozatímního divadla stále pod Smetanovým vedením nastoupil v dubnu roku 1871. Roku 1874 se novým ředitelem stal Jan Nepomuk Maýr, který Vávru s dalšími čtyřmi herci a zpěváky propustil. Po sociálním otřesu, který v souboru způsobila sebevražda propuštěného tenoristy Julia Součka, jej však Maýr v dubnu 1875 znovu přijal. V prosinci roku 1875 hostoval Václav Vávra několikrát v německém divadle v Teplicích a krátce se zdokonaloval ve zpěvu v Itálii. Téhož roku v červnu se oženil s Annou Weitemoebrovou. V roce 1879 se manželům narodil syn Karel, pozdější architekt. Na přelomu let 1878 a 1879 byl delší dobu nemocen a další přerušení jeho činnosti bylo způsobeno jeho špatným psychickým stavem po úmrtí manželky v září 1882.
Z Prozatímního divadla přešel roku 1881 do Národního divadla, kde setrval do konce června roku 1888, kdy požádal o penzionování před operací hlasivek. Po ní byl od října 1888 angažován na jednu sezonu v Rotterdamu a v prosinci 1889 se na několik představení do Národního divadla vrátil. Po další, téměř desetileté přestávce Vávra v Národním divadle znovu hostoval, naposledy 4. února 1898. V roce 1908 se znovu (patrně potřetí) oženil s Annou Sekerovou. Po ukončení kariéry byl aktivní v Klubu penzistů sólistů ND (založen r. 1915) jako člen jeho prvního výboru.
Zemřel roku 1932 v Dobřichovicích a pohřben byl na Vyšehradě.
Vávrovým nejvlastnějším oborem byla italská a francouzská opera, vytvořil však postavy z celého dobového repertoáru. Vystoupil v řadě premiér českých děl a v českých premiérách cizojazyčných oper. Výjimečně se zasloužil o dílo Smetanovo, zpíval tenorové role ve všech jeho operách a spolu se sopranistkou M. Sittovou vytvořil ve své generaci model pro smetanovské typy.

## Významné role (výběr)

### Na scéně Prozatímního divadla v Praze
- 1871 v roli Jeníka v opeře B. Smetany Prodaná nevěsta
  - v roli Georga v opeře F. A. Boieldieua Bílá paní
  - v roli Vojtěcha v opeře V. Blodka V studni
- 1872 v roli Fausta v opeře Ch. Gounoda Faust a Markéta
  - v roli Bajana v opeře M. I. Glinky Ruslan a Ludmila
  - v roli Gustava III. v opeře G. Verdiho Maškarní ples
- 1873 v roli Rodriga v opeře G. Rossiniho Othello
  - v roli Vítka v opeře F. Z. Skuherského Rektor a generál
- 1874 v roli Podhajského v opeře B. Smetany Dvě vdovy
  - v roli Doma Sebastiana v opeře G. Donizettiho Dom Sebastian
- 1875 v roli Fentona v opeře O. Nicolaie Veselé ženy windsorské
- 1876 v roli Slavoje v opeře A. Dvořáka Vanda
- 1877 v roli Vasco de Gamy v opeře G. Meyerbeera Afričanka
  - v roli Záviše z Falkenštejna v opeře J. R. Rozkošného Záviš z Falkenštejna
  - v roli Alfreda Germonta v opeře G. Verdiho La traviata
- 1878 v roli Vítka v opeře B. Smetany Tajemství
- 1879 v roli Malíře Quida v opeře J. F. Halévyho Guido a Ginevra
  - v roli Severiho v opeře V. Belliniho Norma
- 1880 v roli Florestana v opeře L. van Beethovena Fidelio
  - v roli Junoše v opeře B. Smetany Braniboři v Čechách
  - v roli Romea v opeře Ch. Gounoda Romeo a Julie
- 1881 v roli Šťáhlava na Radbuze v opeře B. Smetany Libuše
  - v roli Chapeloua v opeře A. Adama Postilion z Lonjumeau

### Na scéně Národního divadla v Praze
- 1882 v roli Belmonta v opeře W. A. Mozarta Únos ze serailu
  - v roli Rinalda v opeře Ch. W. Glucka Armida
  - v roli Jarka v opeře B. Smetany Čertova stěna
  - v roli Roberta v opeře G. Meyerbeera Robert ďábel
  - v roli Markýze ze Chateauneufu v opeře A. Lortzinga Car a tesař
- 1883 v roli Karla Škréty v opeře K. Bendla Karel Škréta
  - v roli Lorenzina de Medici v opeře L. Zavrtala Noc ve Florencii
  - v roli Dimitrije v opeře A. Dvořáka Dimitrij
- 1884 v roli Dona Josého v opeře G. Bizeta Carmen
  - v roli Vítka v opeře K. Kovařovice Ženichové
  - v roli Dona Cesara v opeře Z. Fibicha Nevěsta messinská
  - v roli Liborina v opeře C. M. von Webera Čarostřelec
- 1885 v roli Lohengrina v opeře R. Wagnera Lohengrin
  - v roli Fausta v opeře A. Boita Mefistofeles
- 1886 v roli Fra Diavola v opeře D. Aubera Fra Diavolo aneb Hostinec v Terracině
  - v roli Jeníka v opeře J. Kličky Spanilá mlynářka
- 1887 v roli Felixe z Belmontu v opeře J. Hartla Natalie
- 1888 v roli Harolda v opeře E. Nápravníka Harold
- 1896 v roli Viléma Meistera v opeře A. Thomase Mignon
- 1898 v roli Hraběte Almavivy v opeře G. Rossiniho Lazebník sevillský

## Galerie

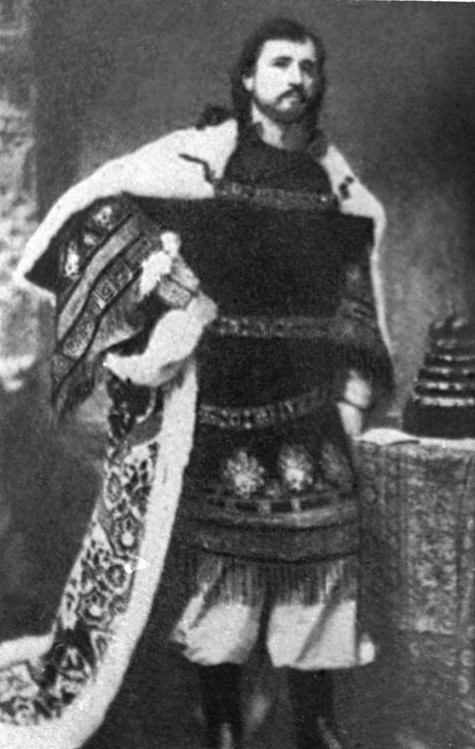
Antonín Vávra jako Dimitrij Ivanovič v opře Dimitrij (1883)
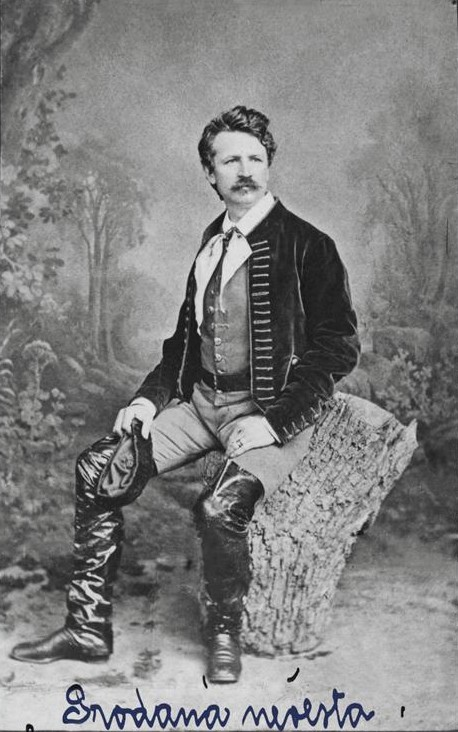
Antonín Vávra jako Jeník v opeře Prodaná nevěsta (1883)
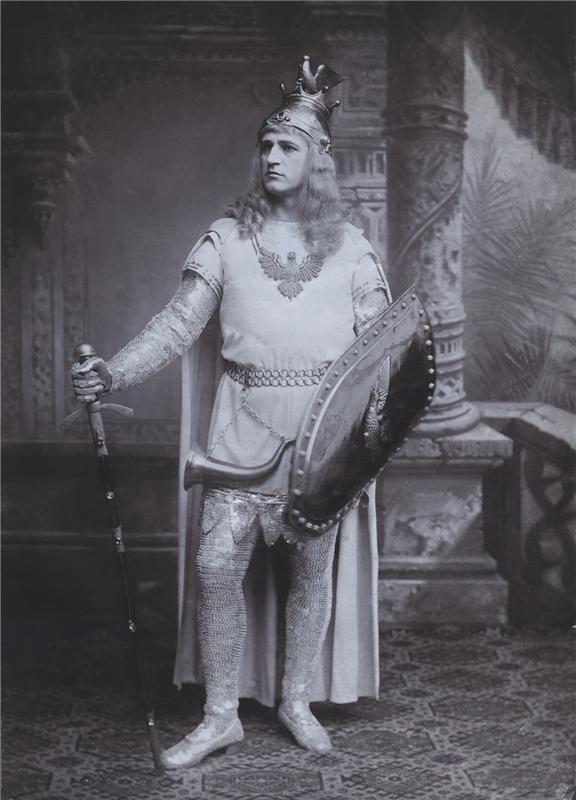
Antonín Vávra jako Lohengrin v opeře Lohengrin (1885)
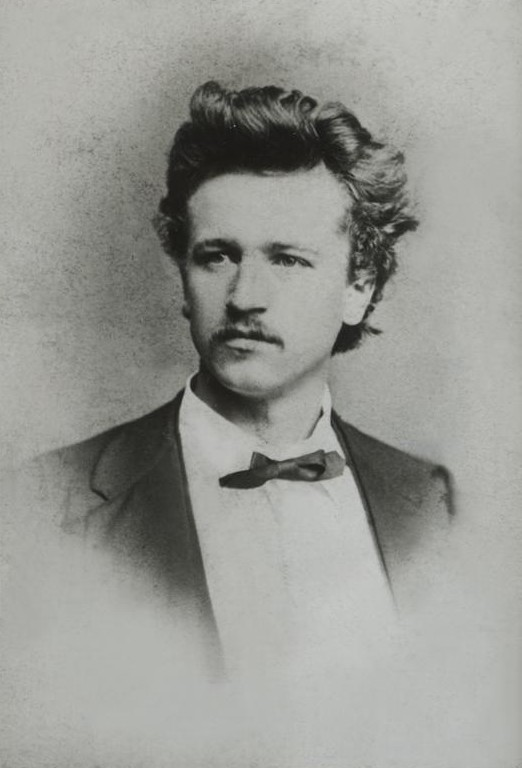
Antonín Vávra jako Ladislav Podhajský v opeře Dvě vdovy (1884)
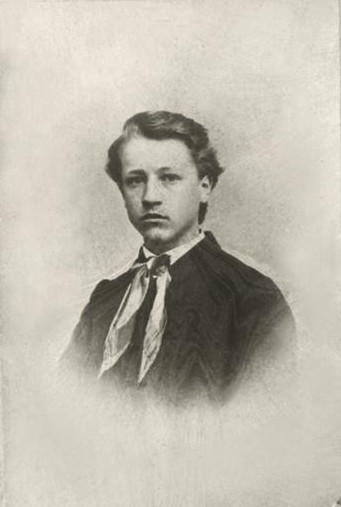
Antonín Vávra operní pěvec (civilní snímek)
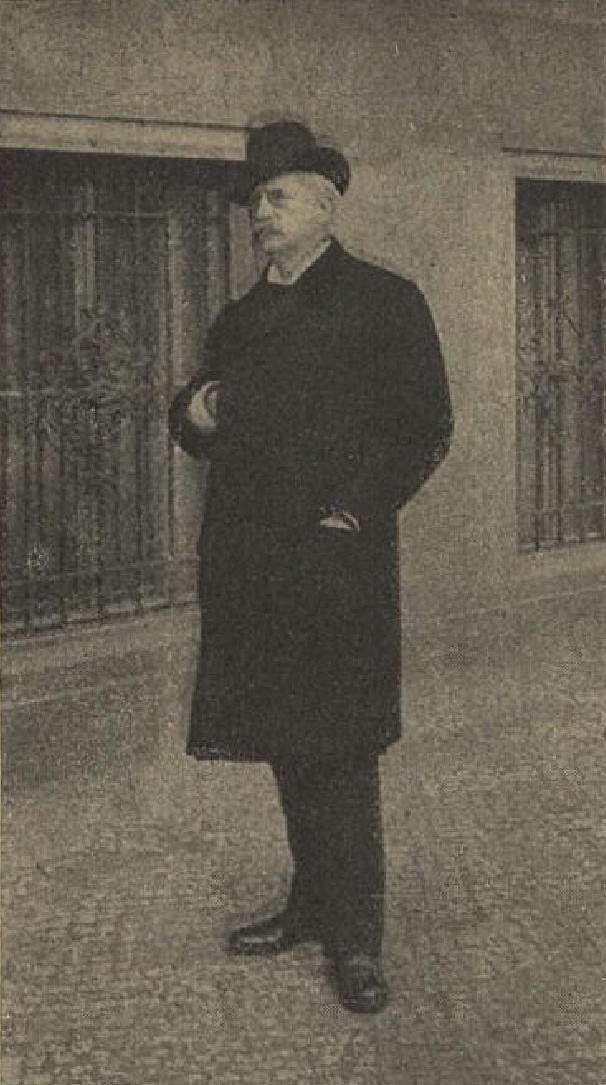
Antonín Vávra pěvec ND, šedesátiletý (1907)